# Tibor Kemény
Tibor Kemény (Budapest, 5 marzo 1913 – Budapest, 25 settembre 1992) è stato un allenatore di calcio e calciatore ungherese, di ruolo attaccante.

## Statistiche

### Cronologia presenze e reti in nazionale
| Cronologia completa delle presenze e delle reti in nazionale ― Ungheria | Cronologia completa delle presenze e delle reti in nazionale ― Ungheria | Cronologia completa delle presenze e delle reti in nazionale ― Ungheria | Cronologia completa delle presenze e delle reti in nazionale ― Ungheria | Cronologia completa delle presenze e delle reti in nazionale ― Ungheria | Cronologia completa delle presenze e delle reti in nazionale ― Ungheria | Cronologia completa delle presenze e delle reti in nazionale ― Ungheria | Cronologia completa delle presenze e delle reti in nazionale ― Ungheria |
| Data                                                                    | Città                                                                   | In casa                                                                 | Risultato                                                               | Ospiti                                                                  | Competizione                                                            | Reti                                                                    | Note                                                                    |
| ----------------------------------------------------------------------- | ----------------------------------------------------------------------- | ----------------------------------------------------------------------- | ----------------------------------------------------------------------- | ----------------------------------------------------------------------- | ----------------------------------------------------------------------- | ----------------------------------------------------------------------- | ----------------------------------------------------------------------- |
| 01/10/1933                                                              | Vienna                                                                  | Austria                                                                 | 2 – 2                                                                   | Ungheria                                                                | Amichevole                                                              | -                                                                       |                                                                         |
| 22/10/1933                                                              | Budapest                                                                | Ungheria                                                                | 0 – 1                                                                   | Italia                                                                  | Coppa Internazionale 1933-1935                                          | -                                                                       |                                                                         |
| 15/04/1934                                                              | Vienna                                                                  | Austria                                                                 | 5 – 2                                                                   | Ungheria                                                                | Amichevole                                                              | -                                                                       |                                                                         |
| 29/04/1934                                                              | Praga                                                                   | Cecoslovacchia                                                          | 2 – 2                                                                   | Ungheria                                                                | Coppa Internazionale 1933-1935                                          | -                                                                       |                                                                         |
| 10/05/1934                                                              | Budapest                                                                | Ungheria                                                                | 2 – 1                                                                   | Inghilterra                                                             | Amichevole                                                              | -                                                                       |                                                                         |
| 31/05/1934                                                              | Bologna                                                                 | Austria                                                                 | 2 – 1                                                                   | Ungheria                                                                | Mondiali 1934 - Quarti                                                  | -                                                                       |                                                                         |
| 03/05/1936                                                              | Budapest                                                                | Ungheria                                                                | 3 – 3                                                                   | Irlanda                                                                 | Amichevole                                                              | -                                                                       |                                                                         |
| 19/09/1937                                                              | Budapest                                                                | Ungheria                                                                | 8 – 3                                                                   | Cecoslovacchia                                                          | Coppa Internazionale 1936-1938                                          | -                                                                       |                                                                         |
| 10/10/1937                                                              | Vienna                                                                  | Austria                                                                 | 1 – 2                                                                   | Ungheria                                                                | Coppa Internazionale 1936-1938                                          | -                                                                       |                                                                         |
| Totale                                                                  |                                                                         | Presenze                                                                | 9                                                                       |                                                                         | Reti                                                                    | 0                                                                       |                                                                         |

## Palmarès

### Giocatore

#### Competizioni nazionali
- Campionato ungherese: 2

Ferencváros: 1933-1934, 1937-1938
- Coppa d'Ungheria: 1

Ferencváros: 1934-1935

### Allenatore

#### Competizioni nazionali
- Campionato greco: 1

Olympiakos: 1957-1958
- Coppa di Grecia: 1

Olympiakos: 1957-1958

#### Competizioni internazionali
- Coppa dell'Europa Centrale: 1

Ferencvaros: 1937

### Allenatore

#### Competizioni internazionali
- Coppa Mitropa: 1

MTK Budapest: 1955